# Diecezja Carolina
Diecezja Carolina (łac. Dioecesis Carolinensis in Brasilia) – diecezja Kościoła rzymskokatolickiego w Brazylii. Należy do metropolii São Luís do Maranhão, wchodzi w skład regionu kościelnego Nordeste V. Została erygowana przez papieża Piusa XII bullą Qui aeque w dniu 14 stycznia 1958 jako prałatura terytorialna. W 1979 została podniesiona do rangi diecezji.

## Główne świątynie
- Katedra: Katedra św. Piotra z Alkantary w Carolinie

## Biskupi Caroliny

### Prałaci terytorialni
- Cesário Minali OFMCap. (1958–1969)
- Marcelino Bicego OFMCap. (1971–1979)

### Biskupi diecezjalni
- Marcelino Sérgio Bicego OFMCap. (1979–1980)
- Evangelista Alcimar Caldas Magalhães OFMCap. (1981–1990)
- Marcelino Correr OFMCap. (1991–2003)
- José Soares Filho OFMCap. (2003–2017)
- Francisco Lima Soares (od 2018)